# والده سلطان
والده سلطان، لقبی بود که در امپراتوری عثمانی به مادر سلطان داده می‌شد. والده سلطان پس از خود سلطان دارای بالاترین جایگاه بوده و نفوذ فراوانی در امور امپراتوری داشته‌است. به عنوان مادر سلطان، طبق سنت اسلامی («حق مادر حق خداست»)، والده سلطان تأثیر بسزایی در امور امپراتوری خواهد داشت. او در دربار و اتاقهای شخصی خود (همیشه در مجاورت پسرش) و کارمندان حکومت قدرت‌های بزرگی داشت. والده سلطان نیز به طور سنتی به منابع اقتصادی قابل توجهی دسترسی داشت و اغلب پروژه های بزرگ معماری را تأمین مالی می کرد، که فقط سلطان حاکم توانایی تامین آن را داشت. به‌طور خاص، در سدهٔ هفدهم، در دوره‌ای که به دورهٔ سلطنت زنان مشهور شد، با روی کار آمدن سلطان‌های بی‌کفایت یا نابالغ، نقش و دخالت والده سلطان در امور سلطنتی افزایش چشمگیری یافت اولین بار سلیمان قانونی به مادرش حفصه سلطان این لقب و اقتدار را عطا کرد و سپس خرم سلطان با کسب لقب و قدرت خاصگی باعث بیشتر شدن قدرت زنان شد. قبل از قرن ۱۶ میلادی مادران سلاطین عثمانی لقب والده خاتون می‌گرفتند.
برخی زنان همسر رسمی سلطان و زنی آزاد بودند و به همین دلیل در زمان سلطنت پسرشان قدرتی بسیار عالی تر و بزرگتر از حد معمول که شگفت انگیز بود داشتند، مانند؛ نوربانو سلطان، صفیه سلطان و کوسم سلطان و برخی والده‌ها به دلیل کم سن بودن فرزندشان یا نداشتن کفایت لازم، خود حکومت را اداره می‌کردند مانند؛ حلیمه سلطان، کوسم سلطان و تورخان سلطان.
خرم سلطان و معزز سلطان قبل از به سلطنت رسیدن پسرانشان فوت شدن ولی پس از مرگ پسرانشان یعنی سلیم دوم و احمد دوم عنوان والده سلطان را به آنان دادند.

## فهرست والده خاتون‌ها
| نام          | نام اصلی                | اصالت              | آغاز دوره             | پایان دوره          | مرگ            | فرزند (سلطان) |
| ------------ | ----------------------- | ------------------ | --------------------- | ------------------- | -------------- | ------------- |
| نیلوفر خاتون | هلوفریا                 | امپراتوری روم شرقی | مارس ۱۳۶۲             | حدود ۱۳۸۲/۸۳        | حدود ۱۳۸۲/۸۳   | مراد یکم      |
| دولت خاتون   |                         | کوتاهیه            | ۵ ژوئیه ۱۴۱۳          | ۲۳ ژانویه ۱۴۱۴      | ۲۳ ژانویه ۱۴۱۴ | محمد یکم      |
| امینه خاتون  |                         | البستان            | ۲۶ می ۱۴۲۱ (دوره اول) | اوت ۱۴۴۴ (دوره اول) | حدود ۱۴۴۹      | مراد دوم      |
| امینه خاتون  | سپتامبر ۱۴۴۶ (دوره دوم) | البستان            | حدود ۱۴۴۹ (دوره دوم)  |                     | حدود ۱۴۴۹      | مراد دوم      |
| هما خاتون    | استلا                   | ایتالیا            | اوت ۱۴۴۴              | سپتامبر ۱۴۴۶        | سپتامبر ۱۴۴۹   | محمد سوم      |
| گلبهار خاتون |                         | آلبانیایی          | ۳ می ۱۴۸۱             | حدود ۱۴۹۳           | حدود ۱۴۹۳      | بایزید دوم    |

## فهرست والده سلطان‌ها
| نام            | نام اصلی              | اصالت                    | آغاز دوره                 | پایان دوره                 | مرگ               | فرزند (سلطان)                                |
| -------------- | --------------------- | ------------------------ | ------------------------- | -------------------------- | ----------------- | -------------------------------------------- |
| حفصه سلطان     | عایشه                 | تاتار کریمه یا یونانی    | ۳۰ سپتامبر ۱۵۲۰           | ۱۹ مارس ۱۵۳۴               | ۱۹ مارس ۱۵۳۴      | سلیمان یکم                                   |
| خرم سلطان      | الکساندرا لیسوفسکی    | روهاتین لهستان           | پس از مرگ                 | پس از مرگ                  | ۱۵ آوریل ۱۵۵۸     | سلیم دوم                                     |
| نوربانو سلطان  | سیسلیا یا اولویا بافو | جمهوری ونیز، یهودی       | ۱۵ دسامبر ۱۵۷۴            | ۷ دسامبر ۱۵۸۳              | ۷ دسامبر ۱۵۸۳     | مراد سوم                                     |
| صفیه سلطان     | صوفیا بافو            | جمهوری ونیز یا آلبانیایی | ۱۵ ژانویه ۱۵۹۵            | ۲۲ دسامبر ۱۶۰۳             | ۱۰ نوامبر ۱۶۱۸    | محمد سوم                                     |
| خندان سلطان    | هلنا                  | یونانی                   | ۲۲ دسامبر ۱۶۰۳            | ۲۶ نوامبر ۱۶۰۵             | ۲۶ نوامبر ۱۶۰۵    | احمد یکم                                     |
| حلیمه سلطان    | آلتونشاه              | آبخازیایی قفقازی         | ۲۲ نوامبر ۱۶۱۷ (دوره اول) | ۲۶ فوریه ۱۶۱۸ (دوره اول)   | حدود ۱۶۲۴ یا ۱۶۴۳ | مصطفی یکم                                    |
| حلیمه سلطان    | آلتونشاه              | آبخازیایی قفقازی         | ۱۹ می ۱۶۲۲ (دوره دوم)     | ۱۰ سپتامبر ۱۶۲۳ (دوره دوم) | حدود ۱۶۲۴ یا ۱۶۴۳ | مصطفی یکم                                    |
| ماه‌فیروز سلطان | ماریا                 | ایتالیایی                | ۲۲ فوریه ۱۶۱۸             | ۲۸ اکتبر ۱۶۲۰              | ۲۸ اکتبر ۱۶۲۰     | عثمان دوم                                    |
| کوسم سلطان     | آناستازیا             | یونانی تینوس جمهوری ونیز | ۱۰ سپتامبر ۱۶۲۳           | ۲ سپتامبر ۱۶۵۱             | ۲ سپتامبر ۱۶۵۱    | مراد چهارم (دوره اول) ابراهیم یکم (دوره دوم) |
| تورخان سلطان   | نادیا                 | روسی                     | ۸ اوت ۱۶۴۸                | ۴ اوت ۱۶۸۳                 | ۴ اوت ۱۶۸۳        | محمد چهارم                                   |
| آشوب سلطان     | کاترینا               | صربی                     | ۸ نوامبر ۱۶۸۷             | ۳ ژانویه ۱۶۹۰              | ۳ ژانویه ۱۶۹۰     | سلیمان دوم                                   |
| معزز سلطان     | حوا                   | لهستان                   | پس از مرگ                 | پس از مرگ                  | ۱۶۸۷              | احمد دوم                                     |
| گلنوش سلطان    | افمانیا فوریا         | یونانی، جمهوری ونیز      | ۶ فوریه ۱۶۹۵              | ۶ نوامبر ۱۷۱۵              | ۶ نوامبر ۱۷۱۵     | مصطفی دوم (دوره اول) احمد سوم (دوره دوم)     |
| صالحه سلطان    | الکساندرا             | یونانی                   | ۲۰ سپتامبر ۱۷۳۰           | ۲۱ سپتامبر ۱۶۳۹            | ۲۱ سپتامبر ۱۶۳۹   | محمود یکم                                    |
| شهسوار سلطان   | ماریا                 | روسی یا صربی             | ۱۳ دسامبر ۱۷۵۴            | ۲۷ آوریل ۱۷۵۶              | ۲۷ آوریل ۱۷۵۶     | عثمان سوم                                    |
| مهرشاه سلطان   | اَگنس                  | گرجی                     | ۷ آوریل ۱۷۸۹              | ۱۶ اکتبر ۱۸۰۵              | ۱۶ اکتبر ۱۸۰۵     | سلیم سوم                                     |
| سینه‌پرور سلطان | سونیا                 | بلغاری                   | ۲۹ می ۱۸۰۷                | ۲۸ ژوئیه ۱۸۰۸              | ۱۱ دسامبر ۱۸۲۸    | مصطفی چهارم                                  |
| نقش‌دل سلطان    | آیما                  | گرجی یا فرانسوی          | ۲۸ ژوئیه ۱۸۰۸             | ۲۲ اوت ۱۸۱۷                | ۲۲ اوت ۱۸۱۷       | محمود دوم                                    |
| بزم عالم سلطان | سوزی                  | گرجی                     | ۲ ژوئیه ۱۸۳۸              | ۲ می ۱۸۵۳                  | ۲ می ۱۸۵۳         | عبدالمجید یکم                                |
| پرتونهال سلطان | حسنا                  | چرکسی                    | ۲۵ ژوئیه ۱۸۶۱             | ۳۰ می ۱۸۷۶                 | ۵ فوریه ۱۸۸۳      | عبدالعزیز یکم                                |
| شوق‌افزا سلطان  | ولما                  | گرجی                     | ۳۰ می ۱۸۷۶                | ۳۱ اوت ۱۸۷۶                | ۱۷ سپتامبر ۱۸۸۹   | مراد پنجم                                    |
| پرستو سلطان    | رحیمه                 | چرکسی                    | ۳۱ اوت ۱۸۷۶               | ۱۱ دسامبر ۱۹۰۴             | ۱۱ دسامبر ۱۹۰۴    | عبدالحمید دوم (فرزند خوانده)                 |